# Сільвіо Спанн
Сільвіо Рейнальдо Спанн (англ. Silvio Reinaldo Spann; рід. 21 серпня 1981, Коїва) — тринідадський футболіст.

## Кар'єра

### Клубна
Починав грати у футбол на дорослому рівні разом з Колліном Семьюелом в клубі «Док'с Хелвалас». Потім обидва вони перейшли у «Дабл-Ю Коннекшн». За цей клуб Спанн провів значну частину своєї кар'єри.
У 2001 році уклав контракт з італійською «Перуджею», проте в Серії А Спанн так і не зіграв, зігравши лише кілька матчів за «Самбенедеттезе» в Серії С1.
Друга спроба заграти в Європі у Спанна також не вийшла. У 2004—2005 роках гравець перебував у розпорядженні загребського «Динамо», але на полі у його складі він не провів жодного матчу. Після цього футболіст відправився до Японії, де грав за «Йокогаму».
28 березня 2006 року Сильвіо Спанн приїхав на перегляд в київське «Динамо». Там він перебував протягом тижня Проте підійти «біло-блакитним» у нього не вийшло.
З 2007 по 2010 рік півзахисник відіграв у «Рексемі», з яким у 2008 році вилетів з четвертого в п'ятий англійський дивізіон. У 2011 році повернувся в рідний «Дабл-Ю Коннекшн».

### У збірній
У національній збірній дебютував у липні 2002 року. Також брав участь у кваліфікації до Олімпіади 2004 року, де був капітаном збірної Тринідаду і Тобаго (U-23) і названий в числі 18-ти найкращих гравців турніру.
Разом з Тринідадом і Тобаго Спанн повинен був їхати на чемпіонаті світу 2006 року в Німеччину. Він потрапив в остаточну заявку збірної на турнір. Але потім на одному з тренувальних занять Спанн пошкодив зв'язки коліна, через що він достроково залишив розташування команди. Замість нього в збірну на турнір був викликаний Еванс Вайз.
Всього за Тринідад І Тобаго півзахисник провів 41 гру і забив 2 м'ячі.

## Родина
Сільвіо Спанн виходець зі спортивної сім'ї. Його батько, Лерой Спанн, також виступав за футбольну збірну своєї країни.
Молодший брат Сільвіо Сілас Спанн також є футболістом і кілька разів викликався до збірної.

## Досягнення

### Командні
- Чемпіон Тринідаду і Тобаго (3): 2001, 2011/2012, 2013/2014.
- Володар Кубка Тринідаду і Тобаго (1): 2013/2014.